# Apollo e Dafne (cantata)

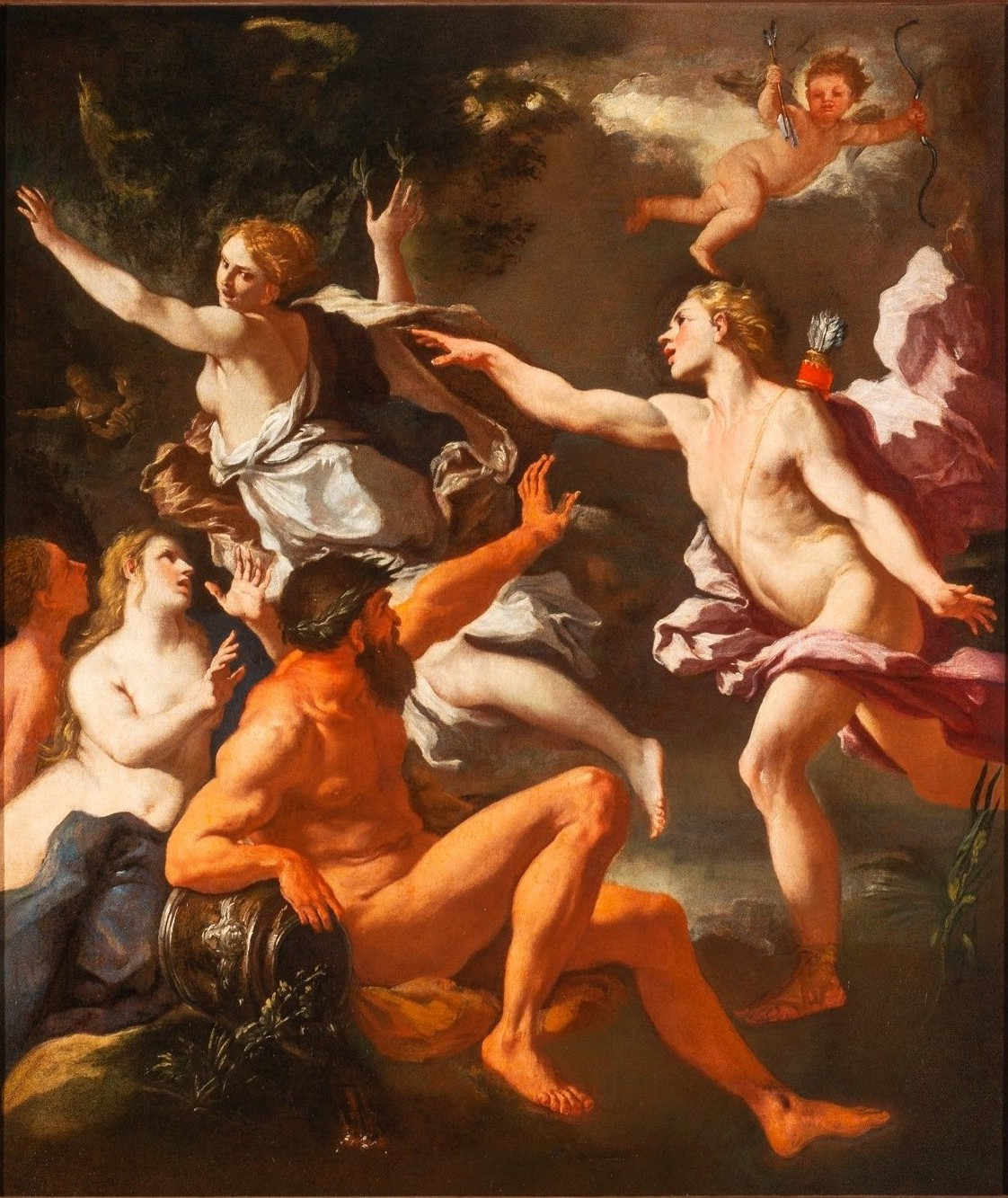
Cena mitológica com Apolo e Daphne, Louis Silvestre. Acervo: Casa Museu Eva Klabin

Apollo e Dafne (Apolo e Dafne) HWV 122 é uma cantata secular de Georg Friedrich Händel, composta entre 1709 e 1710. Händel iniciou sua composição em Veneza e a terminou em Hanover. É uma das mais ambiciosas cantatas do autor. Seu libreto narra a história mítica do amor entre Apolo e Dafne. Possui 20 movimentos e sua execução toma cerca de 40 minutos.